# 1913 في سويسرا
فيما يلي قوائم الأحداث التي وقعت خلال عام 1913 في سويسرا.

## رياضة
- 27 يوليو – سباق طواف فرنسا 1913 الفائزون فيليب تيس، غوستاف جريجو، مارسيل بويس.

## مواليد

### فبراير
- 4 فبراير – إرنست هوفشميد لاعب كرة قدم سويسري.

### سبتمبر
- 2 سبتمبر – روث بلوم كاتبة سويسرية.

### ديسمبر
- 17 ديسمبر – فيلي هوبر لاعب كرة قدم سويسري.

## وفيات

### فبراير
- 22 فبراير – فرديناند دو سوسور (مواليد 1857) لغوي سويسري.